# GT8-70D/N
Die Triebwagen des Typs GT8-70D/N sind achtachsige Straßenbahnwagen der Verkehrsbetriebe Karlsruhe (VBK), die in den Jahren 1999 bis 2003 von Siemens an die VBK zum Einsatz im Karlsruher Straßenbahnnetz geliefert wurden.

## Aufbau

### Technik
Der GT8-70D/N ist ein 39,68 m langer und 2,65 m breiter, achtachsiger Straßenbahntriebzug in Einrichtungsbauart. Er hat fünf Fahrgasttüren und eine Fahrertür. Der Wagenkasten besteht aus fünf Teilen, welche durchgehend begehbar sind und an den Enden auf zwei konventionellen Triebdrehgestellen ruhen. Die beiden angrenzenden Segmente 2 und 4 ruhen auf jeweils einem zweiachsigen Losradlaufwerk, das mittlere Segment ist als Sänfte ausgebildet. Die Einheiten sind damit Multigelenkwagen mit aufgesattelten Endteilen. Die Radsätze der Triebdrehgestelle werden jeweils von einem Motor mit 127 kW Leistung angetrieben. Die Triebwagen erreichen eine Höchstgeschwindigkeit von 80 km/h. An den Enden der 49,2 t schweren Wagen ist je eine Scharfenbergkupplung vorhanden. Die vordere ist einklappbar und bei Nichtnutzung abgedeckt. Damit ist ein Zugbetrieb mit einem Triebwagen des Typs GT6-70D/N möglich.
2015 wurden an allen Wagen die Rollbandanzeigen an der Front durch orange LED-Matrixanzeigen ersetzt.

### Innenraum

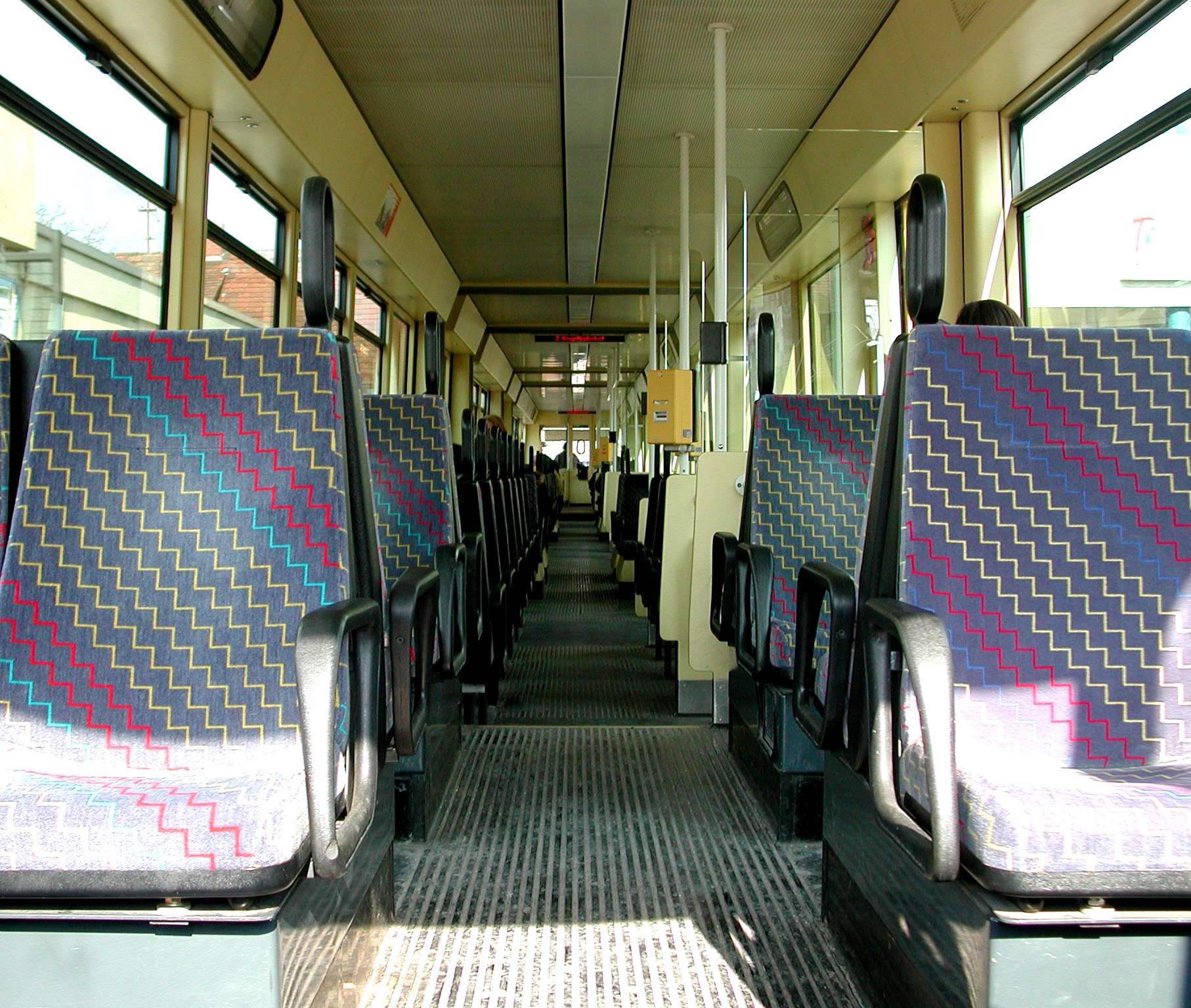
Innenraum eines Fahrzeugs

Insgesamt sind 119 vollwertige Sitzplätze in der 2+2-Abteilform und zusätzlich vier Klappsitze in den zwei Mehrzweckbereichen an den vorderen Türen vorhanden. Dazu kommen bei Nichtbenutzung der Klappsitze 121 Stehplätze.
Zur Anzeige der nächsten Haltestelle dienen rote einzeilige LED-Matrixanzeigen an den Enden und der Mitte des Fahrzeuges. In der Mitte des Fahrzeuge ist ein Fahrkartenautomat installiert. Der gesamte Fahrzeuginnenraum wird bei jeder Tram mit Kameras überwacht.

### Farbgebung
Die GT8-70D/N wurden in der gleichen Form wie die GT6-70D/N lackiert. Die Wagen sind dreifarbig – mit einem Wagenkasten in der Farbe Gelb, anthraziter Schürze und Fensterband und signalrotem Streifen über dem Fensterband – lackiert.
Als einziger wurde der Wagen 303 nach einem Unfall im Jahre 2013 in das aktuelle Farbkonzept der Verkehrsbetriebe Karlsruhe umlackiert. Er ist dreifarbig – mit einem Wagenkasten in der Farbe Dahliengelb, signalroter Schürze und schwarzem Fensterband – lackiert.

## Geschichte

### Lieferung
Relativ bald erwiesen sich die sechsachsigen Niederflurwagen GT6-70D/N für einige Linien als zu klein. Daher bestellten die Verkehrsbetriebe Karlsruhe Anfang 1997 weitere, achtachsige Niederflurwagen, von denen zwischen 1999 und 2003 insgesamt 25 in Betrieb genommen wurden. Die neuen Wagen sind gegenüber den bereits vorhandenen Wagen GT6-70D/N zehn Meter länger und weisen zwei weitere Fahrzeugteile und eine Tür mehr auf. 
Im Jahr 1999 kam der erste fertige Straßenbahnzug im Betriebshof West an. Die ersten 20 Niederflurwagen 301 bis 320 konnten 1999 in Betrieb genommen werden. Die fünf restlichen Wagen wurden 2003 geliefert und in Betrieb genommen. 
Die Fahrzeuge wurden in drei Serien bis 2003 geliefert:
Die letzte Bauserie 321–325 unterscheidet sich durch die eingeschraubten Seitenfenster. Sie gehören der AVG.
| Lieferserie | Wagen   | Baujahr   | Anzahl |
| ----------- | ------- | --------- | ------ |
| 2           | 301–310 | 1999      | 10     |
| 3           | 311–320 | 1999–2000 | 10     |
| 4           | 321–325 | 2003      | 5      |

### Umbauten
- 303 neues KVV-Farbschema nach Unfallreparatur
- 305 hat nach einer Unfallreparatur die Fahrerkabinenrückwand der Serie 321–325 erhalten (keine nach innen versetzte Tür).
- 306 hat nach einer Unfallreparatur im ersten und im letzten Fahrzeugteil zwischen den Türen Längssitze erhalten. Durch den Umbau auf die roten Sitze wieder das normale Sitzplatzschema
- 301–325 – Einbau von LED-Fahrzielanzeigern an der Front
- 301–325 – Einbau von Überwachungskameras
- 301–325 – Einbau von LED-Fahrzielanzeigern an den Seiten
- 301–325 – Einbau eines dritten Bremslichtes
- 301–325 – Einbau von Fahrscheinautomaten, dadurch zwei Sitzplätze weniger
- 301–325 – haben eine Abdeckung der unteren Heckscheibe bekommen, um Müllablagerung zu verhindern.
- Umrüstung für Tunnelbetrieb, Einbau von Fahrwegkameras, Brandmeldern, Notbremsenüberbrückung (seit 2013) und neue rote, schwer entflammbare Sitze. (derzeit 303, 304, 305, 306, 307, 309, 311, 315, 319 und 322)

### Einsatz
Die Züge verkehren als längste Straßenbahnfahrzeuge in Karlsruhe normalerweise auf der Stadtbahnlinie S2 bzw. teilweise auf den Linien 2, 3 und 4. Im Regelbetrieb findet man keine Zugverbände aus zwei GT8-70D/N in Karlsruhe, da sie mit 80 m zu lang für den Betrieb im Straßenraum wären. Zur jährlichen Veranstaltung Das Fest werden daher alle Kurse der Linie 1 mit Verbänden aus GT8-70D/N und GT6-70D/N eingesetzt.